# Waldwinkel (Novelle)
Waldwinkel ist der Titel einer Novelle von Theodor Storm. Das 1874 entstandene Werk hat eine „Liebe auf den ersten Blick“ zwischen einem älteren Mann und einer Minderjährigen zum Gegenstand. Ein aus dem Exil in die Heimat zurückkehrender Botaniker lernt durch einen Zufall ein elternloses Mädchen kennen. Er verlebt mit der jungen Frau einen Sommer in einem kleinen Palais inmitten der Waldeinsamkeit. Der ihr angetragenen Heirat entzieht sie sich durch die Flucht mit einem jungen Förster.

## Struktur, Zeit, Ort, Personen
Die Handlung wird aus der Perspektive eines allwissenden Erzählers dargestellt. Ansatzweise wechselt Storm von der auktorialen zu einer personalen Erzählsituation und reflektiert die Gedanken des Protagonisten. Es werden die Begebenheiten während eines Sommers in locker aneinandergefügten Episoden ohne Zwischentitel berichtet. Die Personen werden in einer zwanglosen Rahmenhandlung eingeführt, wobei über deren Vorgeschichte in zwei kurzen Rückblenden informiert wird.
Die Geschichte spielt an einem fiktiven Ort in der Nähe einer großen Handelsstadt, genannt wird ein Dorf Föhrenschwarzkoppel und ein Palais Waldwinkel, das wegen seiner auffälligen Architektur im Volksmund Narrenkasten genannt wird (ein Folly). Als Zeit kann die Mitte des 19. Jahrhunderts unterstellt werden. Das jahreszeitliche Naturgeschehen spiegelt die Stimmung der Handlung.
Personen:
- Richard, ein aus dem Exil zurückkehrender Wissenschaftler, Anfang vierzig. Wegen umstürzlerischer Umtriebe in preußischer Kerkerhaft, danach im Exil, weil er den Liebhaber seiner Frau, einen Baron, erschossen hat.
- Franziska Fedders, unter Vormundschaft stehende Vollwaise ohne Verwandte, zu Beginn der Erzählung siebzehn Jahre alt. Ihr Äußeres wird als herbe Schönheit beschrieben, sie wird sowohl als dankbar aber auch berechnend dargestellt.
- Fritz, Bürgermeister, Gerichtsdirektor und Polizeimeister in einer Person, ehemals Kommilitone Richards
- Wieb Lewerenz, Haushälterin Richards, schwerhörig
- Der junge Förster, ohne Namen, nimmt die Vertretung einer vakanten Försterstelle des adeligen Gutes wahr.
- Der Inspektor, ohne Namen, Forstaufseher in dieser Gegend
- Kasper-Ohm, Wirt im Gasthof von Föhrenschwarzkoppel
- Pfeffers, ein reisender Krämer aus dem Nachbarstädtchen
- Der Magister, ohne Namen, ein Theologe, führt ein Pensionat mit Schule, bisheriger Vormund Franziskas, wegen eines versuchten Übergriffs auf sein Mündel in Haft
- Schustermeister, ohne Namen, ersatzweise bestellter Vormund Franziskas

## Handlung
1. (Richard und Fritz) – Richard trifft auf seinen ehemaligen Mitstudenten Fritz, dem Bürgermeister des Ortes. Sie erinnern sich der gemeinsamen Vergangenheit, unter anderem an Tanzvergnügungen in der Dornburg. Fritz bittet Richard, gelegenheitshalber als Protokollführer bei einer gerichtlichen Gegenüberstellung einzuspringen. Bei dem anschließenden Termin sieht Richard zum ersten Mal Franziska. Er erkundigt sich bei Fritz über das Mädchen und sucht noch am selben Tag deren Vormund auf. 

2. (Im Dorfkrug Föhrenschwarzkoppel) – Kasper-Ohm, Wirt des Dorfkrugs, ein Krämer namens Pfeffers und der Forstinspektor tauschen Neuigkeiten aus. Im „Narrenkasten“, einem Haus in der Art einer kleinen Burg inmitten der Wildnis, das zum jenseits des Waldes gelegenen adeligen Gut gehört, wird ein Fremder (Richard) mit seiner Haushälterin einziehen. Der Inspektor trifft im weiteren Verlauf Franziska auf dem Weg zum „Narrenkasten“. 

3. (Gemeinsam im „Narrenkasten“) – Richard, Franziska und die alte Wieb Lewerenz haben das Haus in der Einsamkeit bezogen. Richard reflektiert seine spontane Liebe zu dem Mädchen, glaubt sich ihr verfallen. 

4. (Der Vormund stellt Forderungen) – Unerwartet erscheint der Schustermeister, ersatzweiser Vormund Franziskas, im „Narrenkasten“. Er will sein Mündel an einen reichen, alten Bäckermeister verheiratet wissen. Dieser hält eine Hypothek auf des Schusters Haus und setzt das Schuldverhältnis als Druckmittel ein. Richard gewährt dem Schuster ein privates Darlehen und löst damit indirekt Franziska aus. Die Anrede zwischen Richard und „Franzi“ wechselt zum gegenseitigen „Du“. Franziska küsst Richard. 

5. (Gemeinsame Einkäufe) – Richard und Franziska fahren in die nahegelegene große Handelsstadt. Franziska wird großzügig mit Kleidung und Schuhwerk ausgestattet. Richard wird von Außenstehenden als „Vater“ der ihn begleitenden jungen Dame angesprochen. 

6. (Leben in der Natur) – Richard ist glücklich mit seiner jungen Liebe. Ihm kommen Zweifel wegen des eigenen, fortschreitenden Alters. Er beschließt, Franziska zur finanziellen Absicherung Wertpapiere zu übereignen. Sie widerspricht nicht, gibt sich verständig, weiß um ihren Vorteil dieser „Morgengabe“. 

7. (Einladung des Försters) – Es ist Anfang August. Der junge Förster besucht den „Narrenkasten“, um Franziska zu einem geplanten Tanzvergnügen im Städtchen einzuladen. Richard weist ihn brüsk ab. Franziska ist darüber enttäuscht, fügt sich aber. 

8. (Richard erkrankt) – Eine Erkrankung aus der Zeit der Kerkerhaft setzt Richard zu. Franziska durchstreift die Umgebung mit der Botanisiertrommel, geht Richard als „Famulus“ zur Hand, wobei sie Geschick und Begabung beweist. Sie erledigt Schreibarbeiten für Richard, der eine wissenschaftliche Veröffentlichung vorbereitet und fertigt farbige Pflanzenzeichnungen an. Richard meint in dem Vexierbild eines Tapetenmotivs eine düstere Vorahnung zu erkennen. 

9. (Heiratsvorbereitungen) – Richards Zustand bessert sich, er beschließt, die bald achtzehnjährige junge Frau zu heiraten. Franziska ist alarmiert, als sie von diesen Plänen erfährt. 

10. (Richard bei Fritz) – Der Bürgermeister, dessen Zustimmung als Obervormund erforderlich sein wird, versteht Richards Heiratsabsichten anfänglich als Scherz. Als es ihm nicht gelingt, seinen alten Bekannten umzustimmen, erklärt er sich schließlich einverstanden. Schneller als erwartet hat Richard die erforderlichen amtlichen Papiere beisammen und trifft früher als angekündigt wieder im „Narrenkasten“ ein. 

11. (Flucht) – In der Nacht gelingt Franziska die Flucht aus dem „Narrenkasten“, die sie mit dem jungen Förster vorbereitet hat. Richard entdeckt Franziskas Verschwinden. Um das Haus verlassen zu können, hat sie Richards großen Hund vergiftet. Richard feuert aus einer Pistole, verletzt die Flüchtenden jedoch nicht. Er verzichtet schließlich darauf, das Paar zu verfolgen, um nicht wieder einer Gewalttat schuldig zu werden. Franziska hat ihren Anteil der Wertpapiere mitgenommen. Richard glaubt seine Ahnungen durch eine Veränderung des Tapetenbildes bestätigt. 

12. (Dorfkrug) – Kasper-Ohm und Pfeffers tauschen wieder Neuigkeiten aus, berichten vom Ende der Geschichte: Richard hat das Land verlassen, das Mobiliar des „Narrenkasten“ soll zugunsten von Wieb Lewerenz versteigert werden. Gerüchte über die Herkunft Franziskas machen die Runde. 

## Sonstiges
Der Bürgermeister nimmt sowohl die Aufgaben eines Verwaltungsbeamten als auch die eines Richters wahr; exekutive und judikative Funktionen sind, zeitgenössisch üblich, noch nicht auf verschiedene Amtsträger verteilt. – Storm sah sich nach dem für Dänemark siegreichen ersten deutsch-dänischen Krieg wegen seiner Parteinahme für die deutsche Sache gezwungen, 1853 Husum zu verlassen und eine ungeliebte Tätigkeit in Potsdam anzunehmen; er kehrte erst 1864 zurück. – Die Novelle nimmt das „Lolita“-Motiv Vladimir Nabokovs vorweg.

## Ausgaben
- Theodor Storm: Waldwinkel. In: Deutsche Rundschau, Jg. 1, 1874, S. 94–131 (Erstveröffentlichung).
- Theodor Storm: Waldwinkel. Novellen. Westermann, Braunschweig 1875 (erste Buchveröffentlichung).